# Pseudione stylopoda
Pseudione stylopoda là một loài chân đều trong họ Bopyridae. Loài này được Boyko miêu tả khoa học năm 2004.